# Leiosaurus bellii
Espèce
Leiosaurus bellii est une espèce de sauriens de la famille des Leiosauridae.

## Répartition
Cette espèce est endémique d'Argentine. Elle se rencontre dans les provinces de Santa Cruz, de Chubut, de Río Negro, de Mendoza et de Neuquén.

## Étymologie
Cette espèce est nommée en l'honneur de Thomas Bell.

## Publication originale
- Duméril & Bibron, 1837 : Erpétologie Générale ou Histoire Naturelle Complète des Reptiles. Librairie. Encyclopédique Roret, Paris, vol. 4, p. 1-570 (texte intégral).